# 铁刹山
铁刹山又名九顶铁刹山、铁刹山景區，是位於中華人民共和國辽宁省本溪市溪田铁路南甸子车站西南的一座山，太子河位於其北，八盘岭位於其南。铁刹山山上有元始顶、真武顶、灵宝顶、玉皇顶、玄武顶、太上顶和锦绣顶等山峰，最高峰海拔912.9米。明朝崇祯三年（1630年），道士郭守真来铁刹山八宝云光洞隐居山上的三清观创建于清朝乾隆九年（1744年）。铁刹山景区於1991年被中華人民共和國林业部批准为国家级森林公园，1995年开始修建并对外经营。2009年，當局再次对铁刹山景区实施整体开发。